# Sofia Pomba Guerra
Maria Sofia Carrajola Pomba do Amaral Guerra (São Pedro, Elvas, 18 de Julho de 1906 - Lisboa, 12 de Agosto de 1976), foi uma médica farmacêutica e activista portuguesa. Destacou-se principalmente pelas suas actividades contra o Estado Novo nas colónias portuguesas em África.

## Biografia

### Nascimento e formação
Nasceu em Elvas, no dia 18 de Julho de 1906. Estudou na Universidade de Coimbra durante a década de 1920, em conjunto com Platão Zorai do Amaral Guerra, com quem casou posteriormente. Concluiu uma licenciatura em farmácia.

### Activismo e carreira profissional e literária
Após o final dos estudos, fixou-se na cidade de Lourenço Marques, em Moçambique, onde exerceu como professora e como analista no Hospital Miguel Bombarda. Em 1936 lançou o romance Dois anos em África, onde deixou transparecer os seus conhecimentos científicos e a sua preocupação com os problemas sociais. Escreveu igualmente vários artigos científicos, e colaborou nos periódicos revolucionários O Emancipador e Itinerário.
Destacou-se pelo seu activismo feminista e contra o regime fascista do Estado Novo, nas antigas colónias portuguesas em África. Iniciou as suas actividades políticas em Moçambique, onde foi aliada do Movimento dos Democratas Moçambicanos e colaborou na campanha presidencial de José Norton de Matos em 1948. Foi presa em Moçambique, em 1949, e apresentada à Polícia Internacional e de Defesa do Estado em 23 de Novembro desse ano. Foi presa no Forte de Caxias desde essa data até  4 de Julho de 1950. Foi a primeira mulher branca a ser presa e enviada para a metrópole. Cerca de um ano depois, foi absolvida pelo Tribunal Plenário de Lisboa, tendo-se mudado para a Guiné, onde se tornou proprietária da Farmácia Lisboa, em conjunto com o esposo. Na Guiné continuou as suas actividades revolucionárias, tendo sido responsável por distribuir panfletos portugueses e revistas comunistas francesas, e tentou organizar grupos comunistas entre os operários. Participou igualmente na campanha presidencial de Humberto Delgado, em 1958. Esteve ligada à criação do Movimento de Libertação da Guiné, tendo trabalhado na sua farmácia Osvaldo Vieira e Epifânio Souto Amado, figuras importantes do Partido Africano para a Independência da Guiné e Cabo Verde. Deu aulas de inglês no liceu, tendo-se nessa altura relacionado com vários revolucionários guineenses, incluindo Aristides Maria Pereira, Fernando Fortes e Luís Cabral. Também conheceu Amílcar Cabral, que referiu o apoio que uma mulher portuguesa deu a Luís Cabral, quando aquele teve de fugir da capital da Guiné, e como ela foi a primeira pessoa a ensinar Osvaldo Vieira nas coisas para a luta. Luís Cabral, que se tornou depois como primeiro presidente da Guiné-Bissau, descreveu Sofia Pomba Guerra na sua obra Crónica de Libertação: «deportada para a Guiné, com a indicação de se tratar de um elemento altamente perigoso. Embora vigiada pela polícia política, cujo chefe veio morar mesmo em frente da sua casa, retomou na primeira oportunidade as suas actividades políticas. Apesar da posterior separação da actividade anticolonialista do movimento geral antifascista, a Dra. Sofia Pomba Guerra continuou, como no passado, a ser a amiga e conselheira de cada um de nós.». Foi igualmente elogiada por Aristides Pereira, que realçou o seu papel na «mobilização e consciencialização dos jovens que mais tarde vieram a aderir à luta de libertação nacional».

### Falecimento
Faleceu em 12 de Agosto de 1976, na cidade de Lisboa.

## Homenagens
Em Outubro de 2018, a Casa do Alentejo em Lisboa organizou uma homenagem a Sofia Pomba Guerra, que contou com a presença dos investigadores Diana Andringa, Carlos Lopes Pereira e Luís Carvalho, e da actriz Daniela Rosado, que leu poesia da escritora moçambicana Noémia de Sousa. Neste evento também se tocou música africana, e actuou o grupo coral Em Cantos do Alentejo. Em 30 de Novembro desse ano, o Centro de Estudos Africanos da Universidade do Porto organizou a conferência Sofia Pomba Guerra: uma anti-fascista portuguesa na luta anti-colonial.